# Juan de Mendoza y Velasco
Juan de Mendoza y Velasco, Marchese de la Hinojosa (Hinojosa de Campo, ... – 24 febbraio 1628), è stato un diplomatico spagnolo.

## Biografia
Per i legami della famiglia, Juan venne avviato alla carriera militare e nel 1609 si trovò a combattere a Larache (Marocco) contro le truppe nordafricane. Nel 1610, divenne uno degli agenti reali che  supervisionarono l'espulsione dei "moriscos" verso il Maghreb dall'antico Regno di Granada, conquistato dai Cristiani nel 1492, ma anche dal resto dell'Andalusia e persino da Hornachos, nell'Estremadura. Per il valore dimostrato, nel 1612 Juan venne nominato marchese de la Hinojosa e di San Germán, nonché membro del consiglio privato del re Filippo III di Spagna. La sua carriera politica e militare era ormai spianata e, dopo essere divenuto cavaliere dell'Ordine di Santiago, a partire dal 1612, divenne governatore del Ducato di Milano, carica che mantenne sino al 1616.
Dal 1620 venne nominato Viceré di Navarra ove rimase sino al 1623 guadagnandosi i titoli di Capitano Generale dell'artiglieria spagnola e presidente del "Consejo de Indias", un consiglio politico che aiutava il Re di Spagna nell'amministrazione dei territori coloniali americani dell'Impero spagnolo ed aveva competenze in materia di amministrazione locale, commercio e tassazione.
Nominato ambasciatore spagnolo in Inghilterra nel 1623 si recò a londra per discutere col re Giacomo I d'Inghilterra un possibile matrimonio tra il figlio primogenito ed erede Carlo con la sorella del diciannovenne re Filippo IV di Spagna, Maria Anna d'Austria, ma la proposta non ebbe successo.
Tornato in Spagna, Juan de Mendoza y Velasco morì il 24 febbraio 1628.

## Famiglia
Suo padre era Antonio Gómez Manrique de Mendoza y Sandoval, VI signore di Castrojeriz e IV signore di Villazopeque, che in prime nozze aveva sposato Isabel de Velasco y Enríquez de Ribera, proveniente da un ramo di modesti proprietari terrieri ma imparentata coi potenti duchi de Velasco.
Juan era il secondo di tre maschi ed aveva inoltre quattro sorelle femmine, tutte divenute monache. Il padre, in seconde nozze si risposò con la figlia del V conte di Osorio avendo da tale matrimonio altre quattro figlie di cui tre divennero monache e la quarta sposò il I conte di Valverde.

## Juan de Mendoza y Velasco in letteratura
Juan de Mendoza y Velasco viene citato dal Manzoni nel Capitolo I de I promessi sposi, come autore della "grida" del 22 settembre 1612 con la quale si bandivano da Milano i "bravi". Il Manzoni lo cita anche come autore della grida con la quale a chiunque  «... porterà i capelli di tal lunghezza che coprano il fronte fino alli cigli esclusivamente, ovvero porterà la trezza, o avanti o dopo le orecchie, incorra la pena di trecento scudi; et in caso d'inhabilità, di tre anni di galera, per la prima volta, e per la seconda, oltre la suddetta, maggiore ancora, pecuniaria et corporale, all'arbitrio di Sua Eccellenza.», che altro non è che la descrizione di come solevano allora acconciare i propri capelli i "bravi".

## Albero genealogico
|                                                 |                                             |                                               | Genitori                                            |  |  | Nonni |  |  | Bisnonni                                 |  |  | Trisnonni                               |  |
|                                                 |                                             |                                               |                                                     |  |  |       |  |  | Rodrigo de Mendoza, conte di Castrojeriz |  |  | Alvaro de Mendoza, conte di Castrojeriz |  |
|                                                 |                                             |                                               |                                                     |  |  |       |  |  | Rodrigo de Mendoza, conte di Castrojeriz |  |  | Alvaro de Mendoza, conte di Castrojeriz |  |
|                                                 |                                             | Juana de la Cerda                             |                                                     |  |  |       |  |  | Rodrigo de Mendoza, conte di Castrojeriz |  |  |                                         |  |
| Alvaro Gómez de Mendoza, conte di Castrojeriz   |                                             |                                               |                                                     |  |  |       |  |  | Rodrigo de Mendoza, conte di Castrojeriz |  |  |                                         |  |
|                                                 |                                             | Ana Manrique de Lara                          | Luis Manrique de Lara, signore di Villazopeque      |  |  |       |  |  |                                          |  |  |                                         |  |
|                                                 |                                             | Ana Manrique de Lara                          | Luis Manrique de Lara, signore di Villazopeque      |  |  |       |  |  |                                          |  |  |                                         |  |
|                                                 |                                             | Ana Manrique de Lara                          | Inés di Castiglia                                   |  |  |       |  |  |                                          |  |  |                                         |  |
| Antonio Gómez de Mendoza, conte di Castrojeriz  |                                             | Ana Manrique de Lara                          |                                                     |  |  |       |  |  |                                          |  |  |                                         |  |
|                                                 |                                             | Bernardo de Sandoval, marchese di Denia       | Diego Gomez de Sandoval, marchese di Denia          |  |  |       |  |  |                                          |  |  |                                         |  |
|                                                 |                                             | Bernardo de Sandoval, marchese di Denia       | Diego Gomez de Sandoval, marchese di Denia          |  |  |       |  |  |                                          |  |  |                                         |  |
|                                                 |                                             | Bernardo de Sandoval, marchese di Denia       | Catalina de Mendoza                                 |  |  |       |  |  |                                          |  |  |                                         |  |
| Magdalena de Sandoval                           |                                             | Bernardo de Sandoval, marchese di Denia       |                                                     |  |  |       |  |  |                                          |  |  |                                         |  |
|                                                 |                                             | Francisca Enríquez                            | Enrique Enríquez, signore di Orce                   |  |  |       |  |  |                                          |  |  |                                         |  |
|                                                 |                                             | Francisca Enríquez                            | Enrique Enríquez, signore di Orce                   |  |  |       |  |  |                                          |  |  |                                         |  |
|                                                 |                                             | Francisca Enríquez                            | María de Luna                                       |  |  |       |  |  |                                          |  |  |                                         |  |
| Juan de Mendoza y Velasco, marchese di Hinojosa |                                             | Francisca Enríquez                            |                                                     |  |  |       |  |  |                                          |  |  |                                         |  |
|                                                 | Íñigo I Fernández de Velasco, duca di Frías | Pedro Fernández III de Velasco, conte di Haro |                                                     |  |  |       |  |  |                                          |  |  |                                         |  |
|                                                 | Íñigo I Fernández de Velasco, duca di Frías | Pedro Fernández III de Velasco, conte di Haro |                                                     |  |  |       |  |  |                                          |  |  |                                         |  |
|                                                 | Íñigo I Fernández de Velasco, duca di Frías | Mencía de Mendoza                             |                                                     |  |  |       |  |  |                                          |  |  |                                         |  |
| Juan Sancho de Velasco, marchese di Berlanga    | Íñigo I Fernández de Velasco, duca di Frías |                                               |                                                     |  |  |       |  |  |                                          |  |  |                                         |  |
|                                                 |                                             | María de Tovar, signora di Berlanga           | Luis de Tovar, signore di Berlanga                  |  |  |       |  |  |                                          |  |  |                                         |  |
|                                                 |                                             | María de Tovar, signora di Berlanga           | Luis de Tovar, signore di Berlanga                  |  |  |       |  |  |                                          |  |  |                                         |  |
|                                                 |                                             | María de Tovar, signora di Berlanga           | María de Vivero                                     |  |  |       |  |  |                                          |  |  |                                         |  |
| Isabel Velasco                                  |                                             | María de Tovar, signora di Berlanga           |                                                     |  |  |       |  |  |                                          |  |  |                                         |  |
|                                                 |                                             | Fernando Enríquez                             | Pedro Enríquez, signore di Tarifa                   |  |  |       |  |  |                                          |  |  |                                         |  |
|                                                 |                                             | Fernando Enríquez                             | Pedro Enríquez, signore di Tarifa                   |  |  |       |  |  |                                          |  |  |                                         |  |
|                                                 |                                             | Fernando Enríquez                             | Catalina de Ribera, contessa di los Molares         |  |  |       |  |  |                                          |  |  |                                         |  |
| Juana Enríquez                                  |                                             | Fernando Enríquez                             |                                                     |  |  |       |  |  |                                          |  |  |                                         |  |
|                                                 |                                             | Inés Pacheco                                  | Pedro Portocarrero, signore di Moguer               |  |  |       |  |  |                                          |  |  |                                         |  |
|                                                 |                                             | Inés Pacheco                                  | Pedro Portocarrero, signore di Moguer               |  |  |       |  |  |                                          |  |  |                                         |  |
|                                                 |                                             | Inés Pacheco                                  | Juana de Cárdenas, signora di la Puebla del Maestre |  |  |       |  |  |                                          |  |  |                                         |  |
|                                                 |                                             | Inés Pacheco                                  |                                                     |  |  |       |  |  |                                          |  |  |                                         |  |